# Phodopus campbelli
El hámster enano de Campbell (Phodopus campbelli) es una especie de roedor miomorfo de la familia Cricetidae. Fue descubierto por W. C. Campbell en 1902 en Tuvá, un área que ha estado relacionada geográficamente con China y Rusia. El hámster de Campbell también es nativo de las estepas y áreas semiáridas de Asia central, las montañas Altái, y las provincias de Heilongjiang y Hebei en el noreste de China.Le gustan las semillas, frutas, verduras, insectos, entre otros alimentos muy elaborados 
Este hámster es a veces confundido con el hámster ruso o zúngaro. Ha habido algunos debates sobre la clasificación del hámster enano de Campbell, puesto que está cercanamente emparentado con el Hámster enano de zungaria, pero actualmente las dos especies están clasificadas como P. campbelli y P. sungorus, respectivamente.
La escasa esperanza de vida del hámster de Campbell es de un año y medio a  años, si bien pueden vivir más.